# Tsukao Yasunori
Yasunori Tsukao (sinh ngày 3 tháng 6 năm 1974) là một cầu thủ bóng đá người Nhật Bản.

## Sự nghiệp câu lạc bộ
Yasunori Tsukao đã từng chơi cho Urawa Reds.